# Duhan Aksu
Tuncer Duhan Aksu (* 11. September 1997 in Ankara) ist ein türkischer Fußballspieler.

## Karriere

### Verein
Aksu begann mit dem Vereinsfußball in der Nachwuchsabteilung von Fenerbahçe Istanbul. Im Sommer 2017 wechselte er mit einem Profivertrag versehen zum Zweitligisten İstanbulspor, spielte aber anfänglich weiterhin für die Reservemannschaft. Im Herbst 2017 wurde er in den Profikader aufgenommen und gab in der Pokalpartie vom 19. September 2017 gegen Diyarbekirspor sein Profidebüt, später in der Ligapartie vom 21. Januar 2018 gegen Manisaspor gab er sein Ligadebüt.
Im März 2019 wurde bekannt, dass Aksu und İstanbulspor zu Saisonbeginn der Spielzeit 2018/19 beim französischen Erstligisten OSC Lille einen Vorvertrag unterschrieben, somit besitzen die Doggen aus Nordfrankreich bis Mai 2019 die Transferkaufoption über ihn.

### Nationalmannschaft
Aksu startete seine Nationalmannschaftskarriere 2013 mit einem Einsatz für die türkische U-16-Nationalmannschaft und spielte später auch für die U-20 der Türkei.
Im Mai 2013 nahm er mit der türkischen U-16-Nationalmannschaft am Wiktor-Bannikow-Gedächtnisturnier teil und wurde mit ihr Turniersieger.
Im Frühling 2018 wurde er für das Turnier von Toulon in den Kader der türkischen U-20-Nationalmannschaft nominiert und absolvierte im Turnierverlauf eine Begegnung. Mit seiner Mannschaft wurde er Turnierdritter.

## Erfolge
Mit Fenerbahçe Istanbul
- Reserve- bzw. U-21-Mannschaft
  - Sieger der U-21-Meisterschaft: 2016/17[6][7]

Mit der türkischen Nationalmannschaft
- U-16-Junioren
  - Sieger im Wiktor-Bannikow-Gedächtnisturnier: 2013[4]
- U-20-Mannschaft
  - Dritter im Turnier von Toulon: 2018[8]